# Blue (singel Big Bangu)
„Blue” – singel południowokoreańskiej grupy Big Bang, wydany cyfrowo 22 lutego 2012 roku przez YG Entertainment. Promował piąty koreański minialbum Alive. Utwór sprzedał się w liczbie 3 567 768 egzemplarzy w Korei Południowej (stan na 15.08.2015), uplasował się na szczycie wszystkich koreańskich list przebojów zdobywając status Perfect All-Kill.

## Lista utworów
| Nr | Tytuł  | Słowa                  | Kompozycja      | Aranżacja | Czas |
| -- | ------ | ---------------------- | --------------- | --------- | ---- |
| 1. | "Blue" | G-Dragon, Teddy, T.O.P | Teddy, G-Dragon | Teddy     | 3:53 |

## Notowania
| Kraj              | Lista                         | Najwyższa pozycja |
| ----------------- | ----------------------------- | ----------------- |
| Korea Południowa  | Gaon Weekly Digital Chart     | 1                 |
| Korea Południowa  | Gaon Monthly Digital Chart    | 1                 |
| Korea Południowa  | Gaon Yearly Digital Chart     | 10                |
| Korea Południowa  | Gaon Weekly Download Chart    | 1                 |
| Korea Południowa  | Gaon Monthly Download Chart   | 1                 |
| Korea Południowa  | Gaon Yearly Download Chart    | 4                 |
| Korea Południowa  | Gaon Weekly Streaming Chart   | 1                 |
| Korea Południowa  | Gaon Yearly Streaming Chart   | 20                |
| Stany Zjednoczone | Billboard World Digital Songs | 3                 |

## Nagrody
- 2012: Cyworld Digital Music Awards: Piosenka Miesiąca (Luty) – wygrana[12]
- 2013: Gaon Chart K-Pop Awards: Piosenka Miesiąca (Luty) – wygrana[12]